# مطبخ سنغافوري

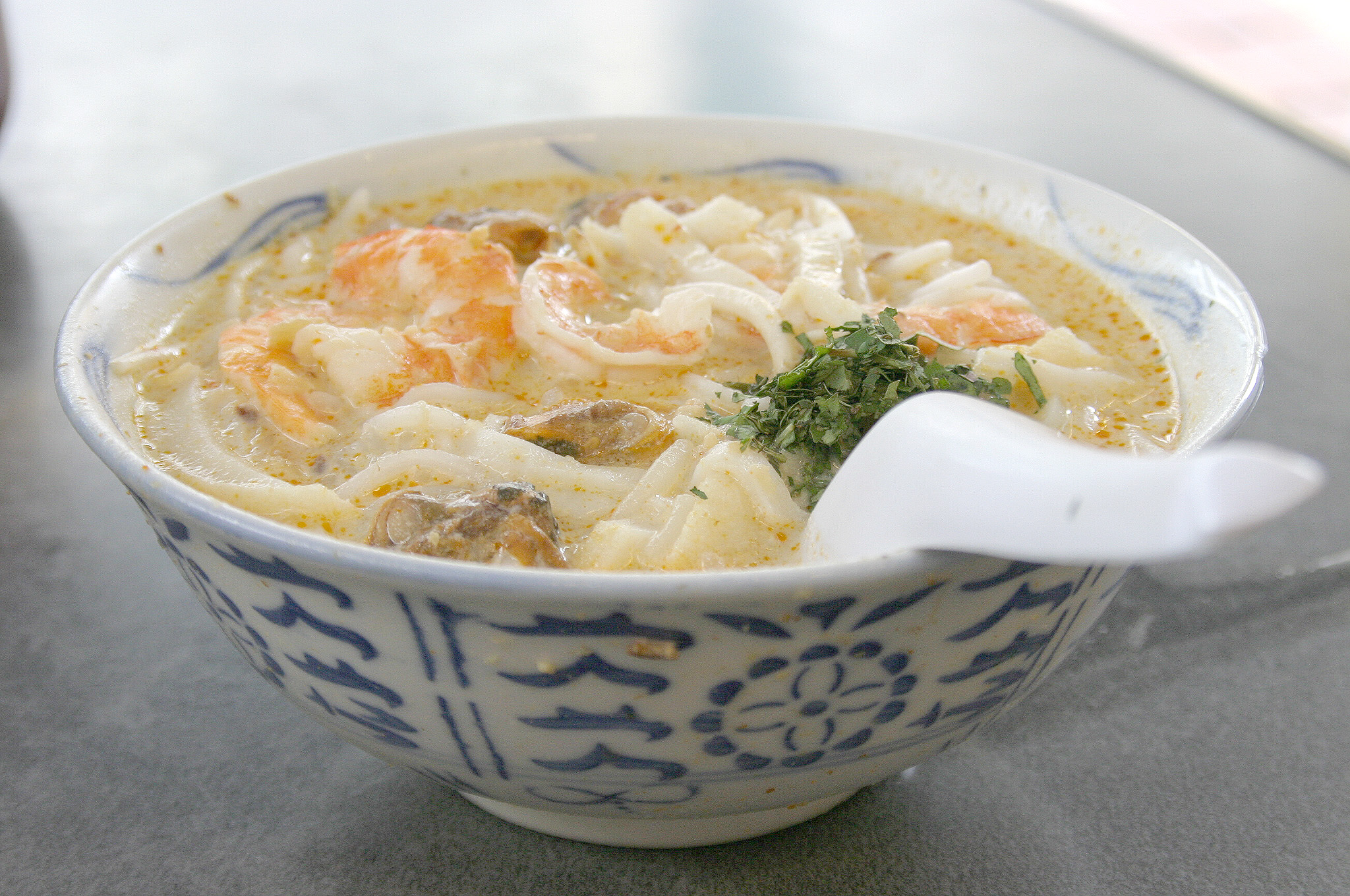
الاكسا أحد أشهر الأطباق شعبية في سنغافورة مكون من المعكرونة بالأرز بصلصة جوز الهند

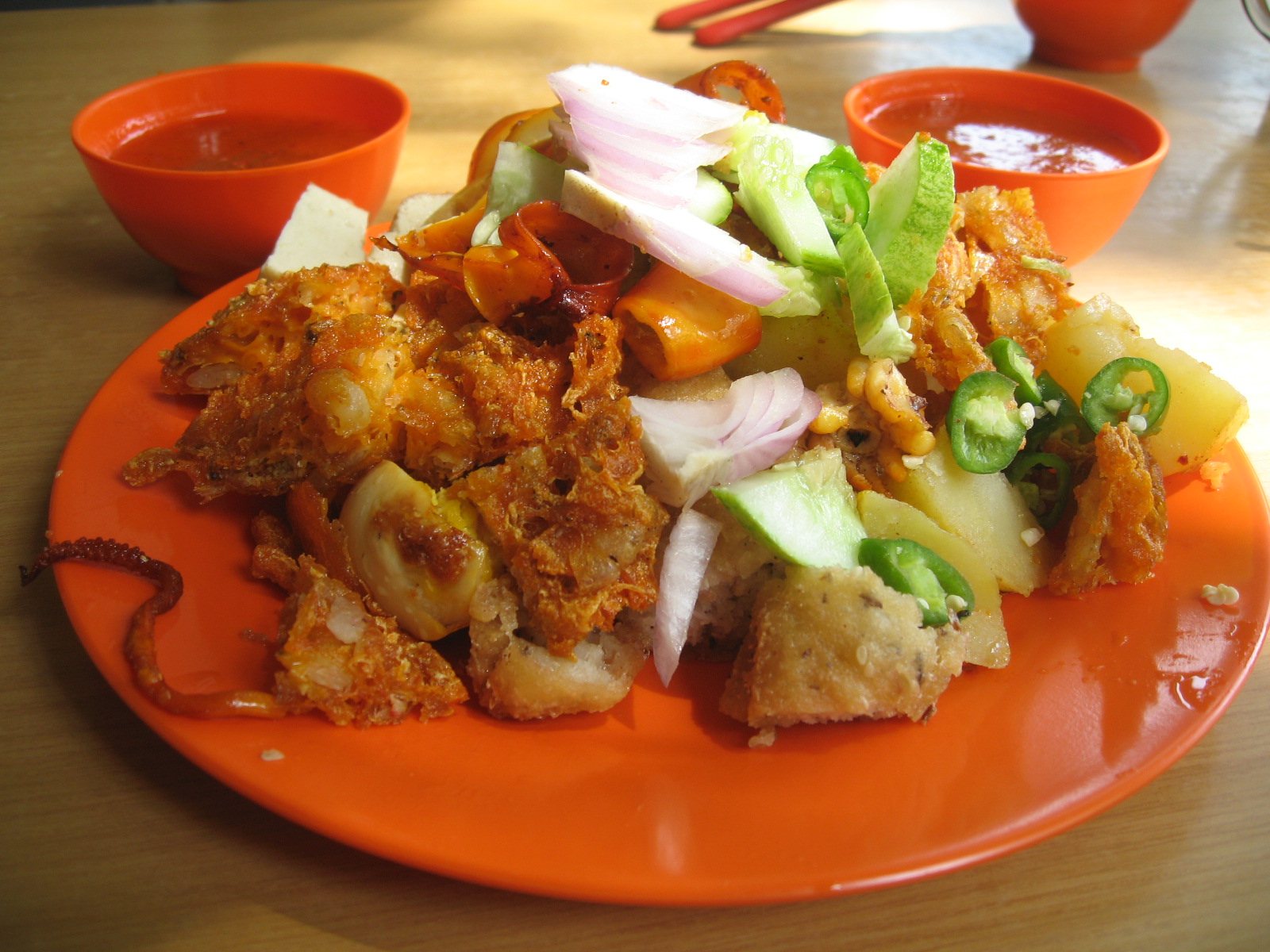
طبق الروجاك

المطبخ السنغافوري هو أحد مطابخ شرق آسيا ويعد المطبخ السنغافوري مطبخاً متنوعاً الأصناف الغذائية الأمر الذي يعد مثالا للخليط الثقافي السنغافوري وتعدد الثقافات داخل المجتمع السنغافوري. حيث تأثر المطبخ السنغافوري بالعديد من المؤثرات المكونة للمجتمع السنغافوري كالماليزية والصينية إضافة إلى تأثير المطبخ الهندي لاسيما المطبخ التاميلي.
غالب الطعام يتم استيراده من البلدان المجاورة لسنغافورة حيث أن مساحة البلاد الصغيرة والتي لا تتجاوز الـ 710 كيلومتر مربع والكثافة السكانية العالية لعدد سكان يقارب الخمس ملايين نسمة لا تنوفر مستلزمات الغذاء الكافية للسكان بالرغم من وجود أراضي زراعية وتجارة صيد اسماك نشطة.

## وصلات خارجية
- مدونة الطعام السنغافوري
- أكل صيني سهل التحضير
- قائمة بالمأكولات الحلال والمحضرة بطريقة إسلامية نسخة محفوظة 26 مايو 2019 على موقع واي باك مشين.
- قائمة بأصناف الطعام السنغافوري